# La Croix-Helléan
La Croix-Helléan (bretonisch: Ar Groez-Helean, Gallo: La Croèz-Hélian) ist eine französische Gemeinde mit 881 Einwohnern (Stand 1. Januar 2022) im Département Morbihan in der Region Bretagne.

## Geographie
La Croix-Helléan liegt im Nordosten des Départements Morbihan und gehört zum Pays de Josselin.
Nachbargemeinden sind La Grée-Saint-Laurent im Norden, Helléan im Osten, Guillac im Süden und Südwesten, Josselin im Westen sowie Forges de Lanouée im Nordwesten.
Die N 24 verläuft durch das südliche Gemeindegebiet. Der nächstgelegene Anschluss an diese ist La Pyramide an der südlichen Gemeindegrenze.
Das einzige bedeutende Gewässer ist der Bach Galourais. Er bildet teilweise die Gemeindegrenze. Zudem gibt es einige kleine Teiche auf dem Gemeindegebiet. Ein bedeutender Teil des Gemeindeareals ist von Waldgebieten bedeckt. Das größte Waldgebiete ist der Bois de Digoët.

## Bevölkerungsentwicklung
| Jahr      | 1962 | 1968 | 1975 | 1982 | 1990 | 1999 | 2006 | 2019 |
| Einwohner | 635  | 580  | 583  | 612  | 639  | 636  | 750  | 885  |

## Geschichte
Die Gemeinde gehört historisch zur bretonischen Region Bro-Sant-Maloù (frz. Pays de Saint-Malo) und innerhalb dieser Region zum Gebiet Porc’hoed (frz. Porhoët) und teilt dessen Geschichte. Von 1801 bis zu dessen Auflösung am 10. September 1926 gehörte sie zum Arrondissement Ploërmel. Von 1793 bis 1801 gehörte La Croix-Helléan zum Kanton Lanouée. Seither ist sie dem Kanton Josselin zugeteilt.

## Sehenswürdigkeiten
- Kirche Sainte-Croix aus dem 15. und 17. Jahrhundert; restauriert im 19. Jahrhundert
- Kapelle Saint-Maudé (auch Saint-Mandé) aus dem Jahr 1431 im gleichnamigen Ort
- Kreuze von la Brassée (13. Jahrhundert, Sockel 18. Jahrhundert) und Belon (15. Jahrhundert)
- Schloss Penhouët (18. Jahrhundert) mit Kapelle
- Herrenhäuser Ville-Moisan (auch Villemoisan, 18. Jahrhundert) und Le Broutay
- Haus neben der Kapelle Saint-Maudé aus dem 17. Jahrhundert

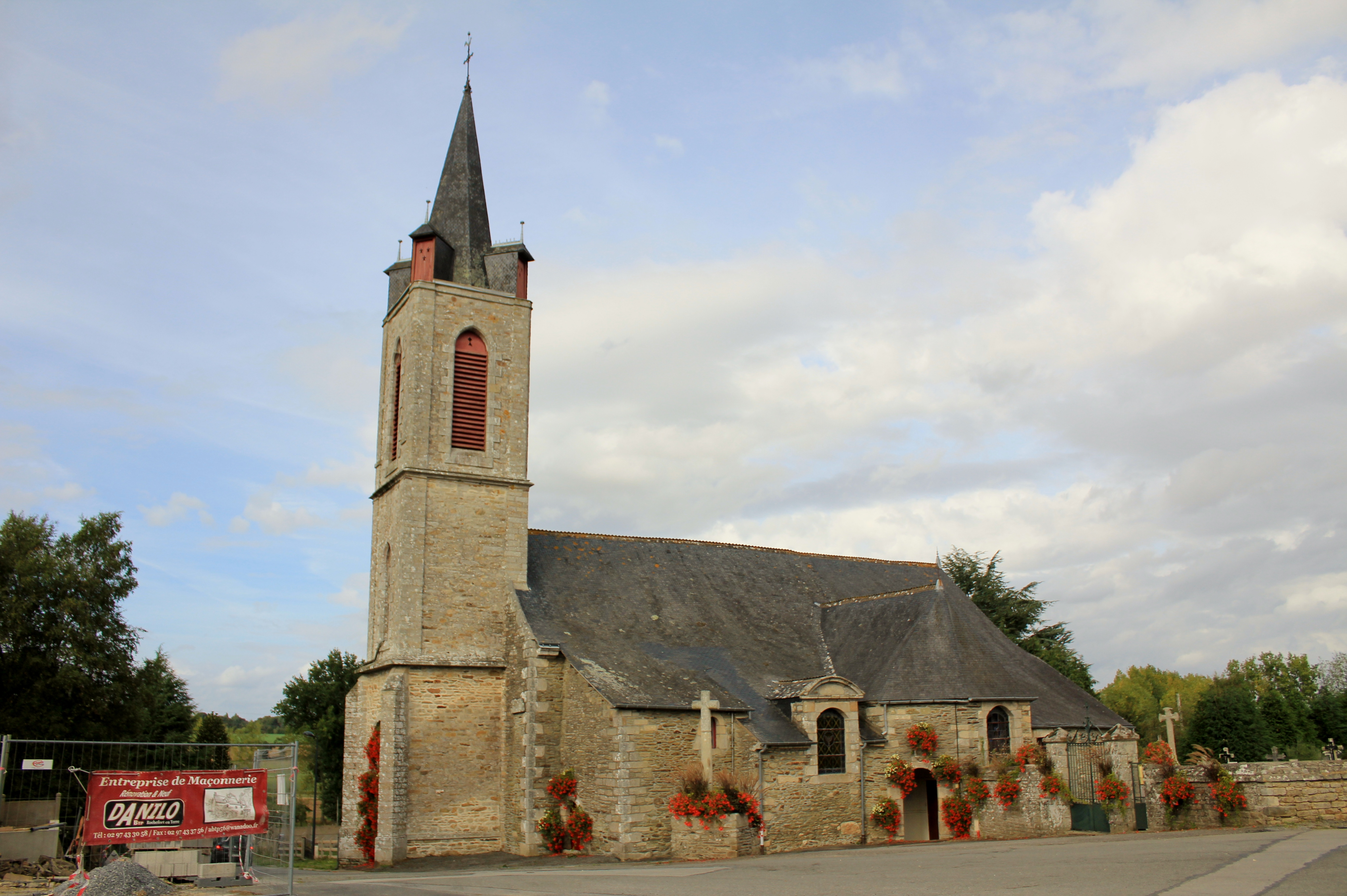
Kirche Sainte-Croix
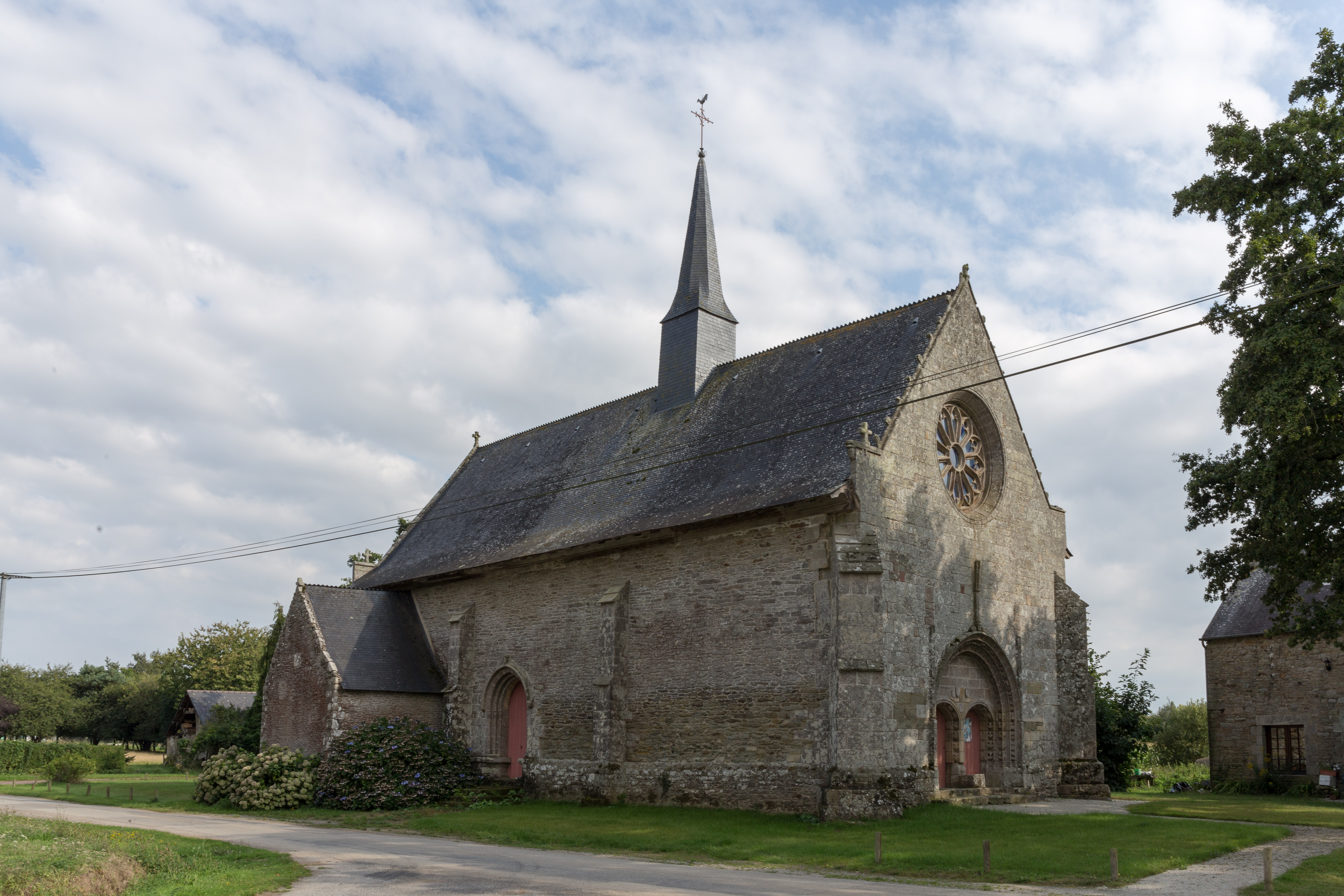
Kapelle Saint-Maudé
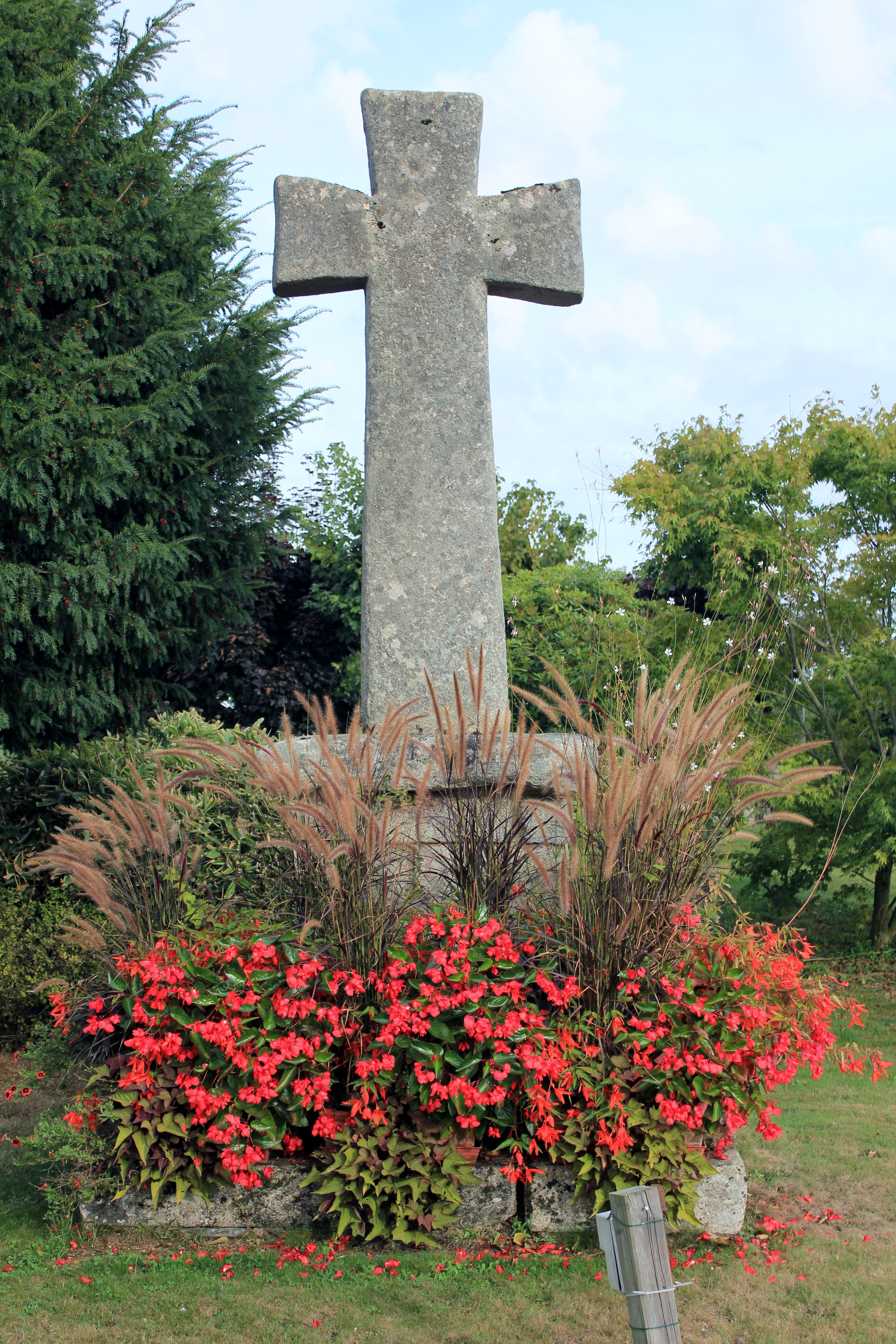
Kreuz La Brassée
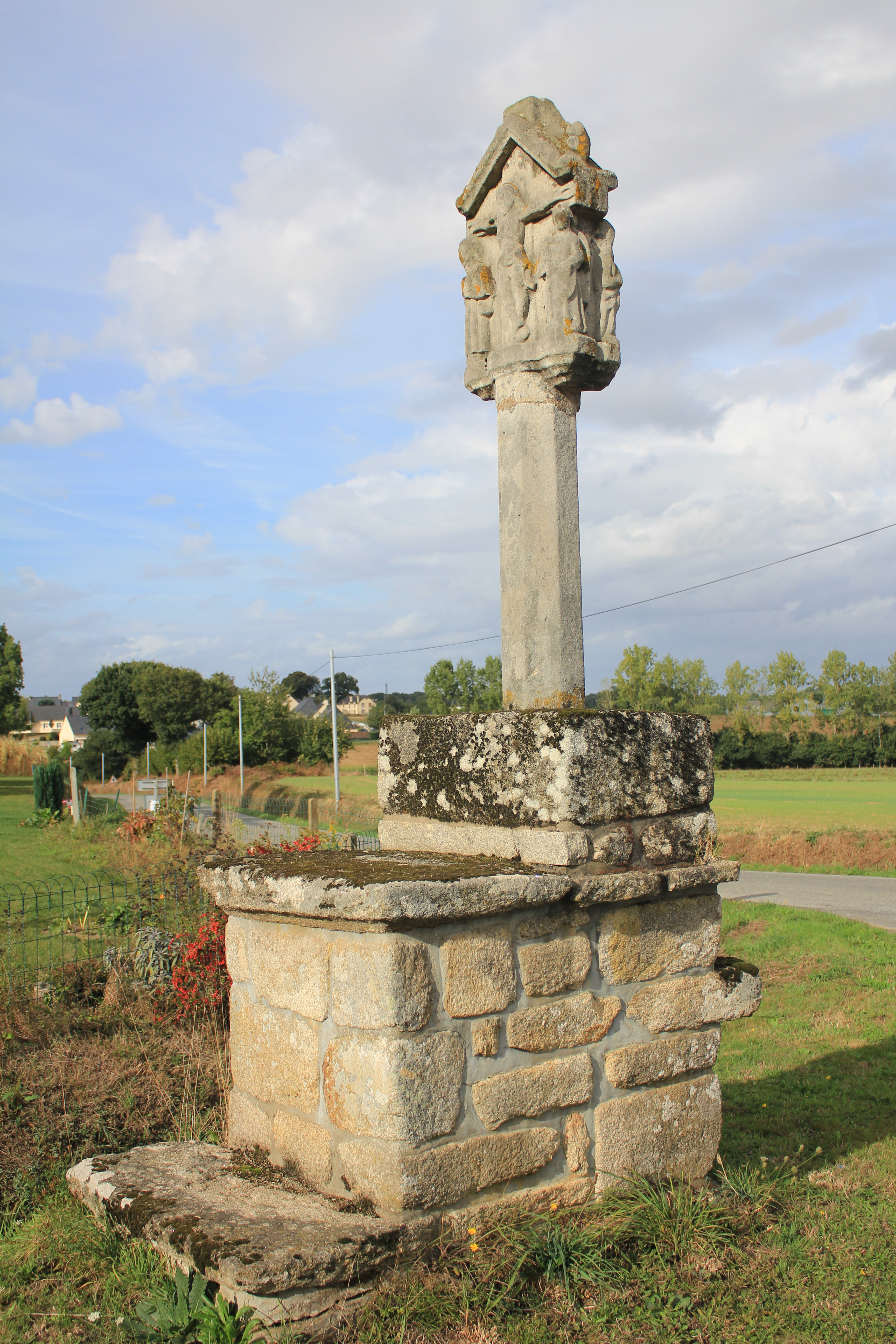
Kreuz Belon
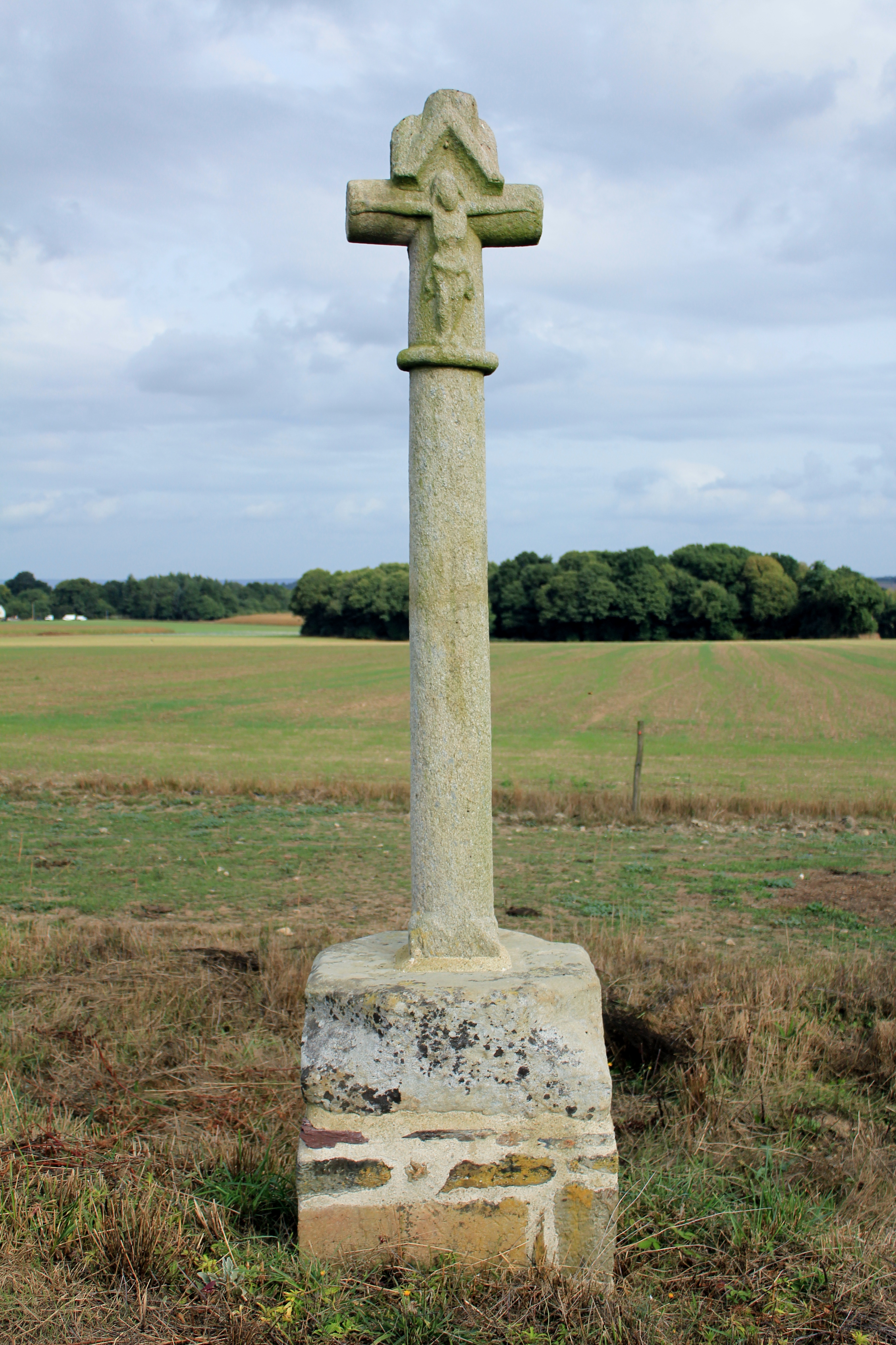
Kreuz Ville-Côte
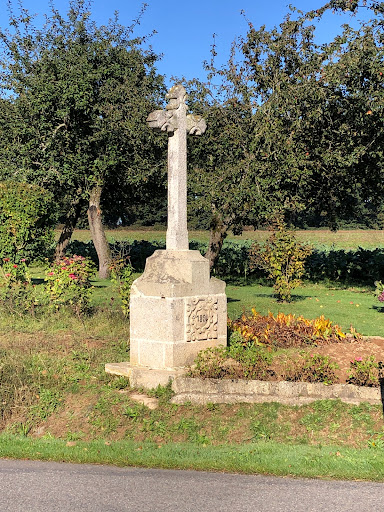
Weiteres Wegkreuz
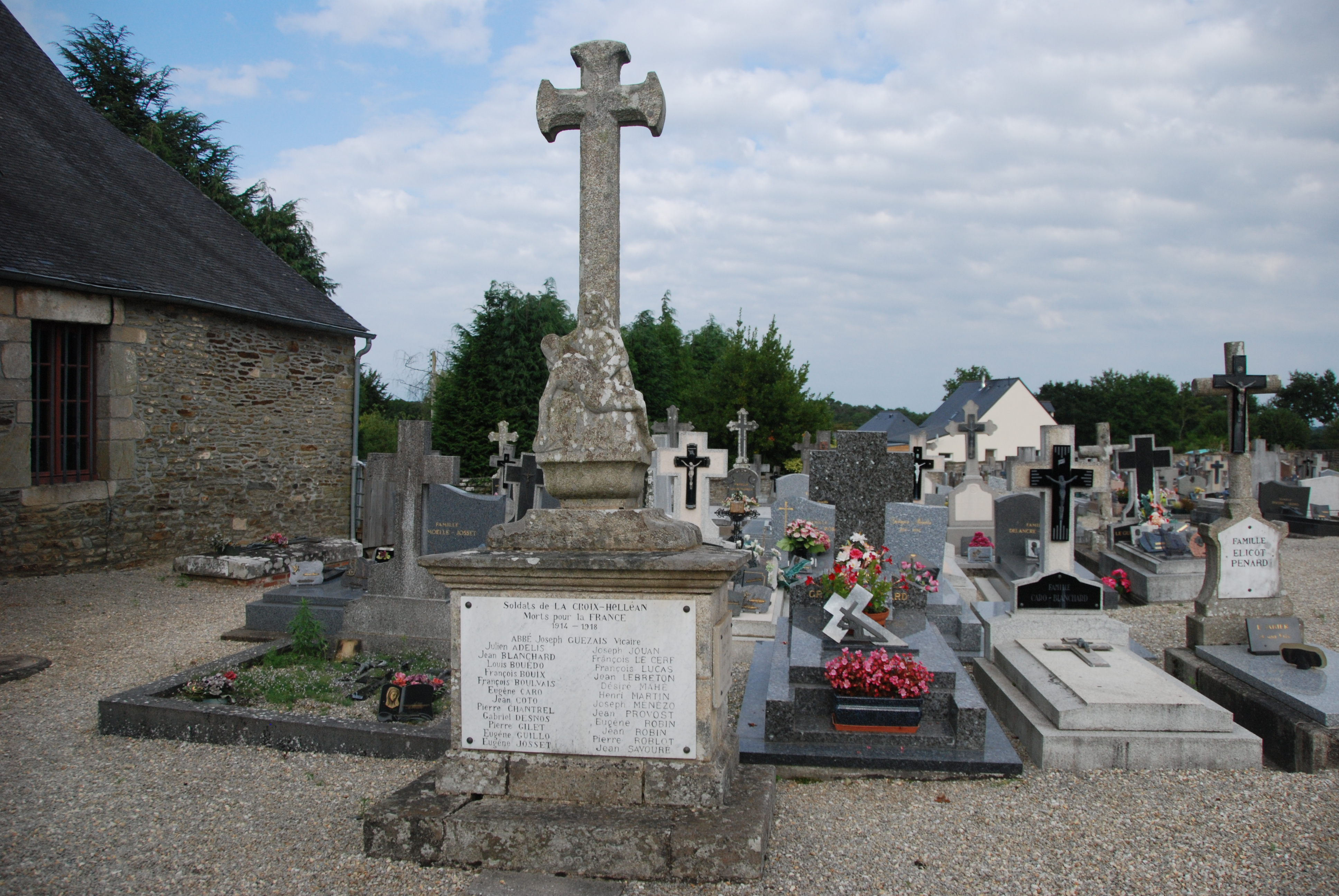
Gefallenendenkmal